# ブンナ・ブノー国立公園
ブンナ・ブノー国立公園はオーストラリアのニューサウスウェールズ州、シドニーから北に571km、テンターフィールドから北東に26kmのウッドエンボン・ロード沿いにある国立公園。
ブンナ・ブノー川が公園内を流れており、210mの滝や多雨林に覆われた峡谷がある。ハイキングや遊泳、キャンプなどが楽しめる。
ブンナ・ブノーとはこの地域のアボリジニの名前で、食料となる動物のいない貧しい土地を意味する。しかし、環境は変わっており現在はカンガルーやワラビーが生息する。